# Clausnitzer Glacier
Clausnitzer Glacier är en glaciär i Antarktis. Den ligger i Östantarktis. Nya Zeeland gör anspråk på området. Clausnitzer Glacier ligger 517 meter över havet.
Terrängen runt Clausnitzer Glacier är kuperad åt nordväst, men åt sydost är den bergig. Trakten är obefolkad. Det finns inga samhällen i närheten.